# Clay Walker
Ernest Clayton "Clay" Walker Jr. (né le 19 août 1969) est un artiste américain de musique country. Il fit ses débuts en 1993 avec le single What's It to You qui se classa à la première place du Billboard Hot Country Singles & Tracks (aujourd'hui Hot Country Songs).

## Biographie
Ernest Clayton Walker Jr. est né le 19 août 1969 à Beaumont, au Texas d'Ernest et Danna Walker. Le plus âgé des cinq enfants de la famille, Walker vit avec son père à Vidor. Il lui apprendra la guitare à partir de ses neuf ans. Walker commença les concours à partir de ces quinze ans puis fit de la radio dans une station locale. Après avoir fini ses études à la Vidor High School en 1987, Walker commença à travailler chez Goodyear Tire & Rubber. À dix-neuf ans, il débuta une tournée au Texas en tant que musicien, jouant avec différents groupes. En novembre 1992, Walker est découvert par James Stroud, un producteur qui est alors président de Warner Music Group et de Giant Records. Walker signe chez Giant l'année suivante.
Walker sort son premier album homonyme en 1993. Son premier single What's It to You, écrit par Robert Ellis Orrall et Curtis Wright, se classe à la première place du Billboard Hot Country Singles & Tracks (aujourd'hui Hot Country Songs) et à la 73e place du Billboard Hot 100. Son single suivant ; Live Until I Die, que Walker a écrit lui-même, sort un an plus tard et se classe à nouveau à la première place en 1994. Suivront deux singles qui se classeront également. Un troisième titre de l'album atteindra la première place. Dreaming with My Eyes Open qui servit de bande originale au film The Thing Called Love (1994).
Clay Walker sera certifié disque de platine par la Recording Industry Association of America avec plus d'un million de copies vendues. Walker fut également nommé pour deux prix en 1994 : "Star de demain" des TNN/Music City News et "Meilleure révélation masculine" de l'Academy of Country Music.
If I Could Make a Living est le nom de son second album sorti en 1994. En seront extraits deux numéros 1 (If I Could Make a Living coécrit avec  Alan Jackson, Keith Stegall et Roger Murrah et This Woman and This Man). Le disque fut certifié disque de platine en mai 1995 atteignant la deuxième place du country albums chart. Walker fit une tournée en 1995 à la suite de la sortie de cet album.
Plus tard en 1995, Walker sortit son troisième album studio ; Hypnotize the Moon. Bien qu'aucun single de l'album n'atteigne la première place, l'album produit cependant deux hits consécutifs classés à la deuxième place (Who Needs You Baby et Hypnotize the Moon). L'album fut à nouveau certifié disque de platine en 1996.
Alors qu'il complétait les titres de son quatrième album en 1996, Walker, pendant qu'il joue avec un ami au basketball, ressent l'engourdissement, des spasmes faciaux, des problèmes de vision. Ces symptômes lui annonçait une sclérose en plaques. Il changea de régime alimentaire et prit un traitement qui permit de le soigner. À la suite de cette maladie, il créera la fondation BAMS (Band Against MS).
La sortie de son quatrième album Rumor Has It eut finalement lieu en 1997. En avril 1998, Walker enregistra un concert live et sortit son premier album compilation ; Greatest Hits. Ce dernier sera certifié disque d'or. Doug Johnson, succédant à Stroud chez Giant Records produit l'album Live, Laugh, Love en 1999.
À la fin de l'année 2000, Walker enregistra deux titres sur Believe: A Christmas Collection, un album regroupant plusieurs artistes signés par Giant. Ces deux chansons ; une reprise d'Elvis Presley Blue Christmas et le titre original Cowboy Christmas firent des apparitions dans plusieurs classements.
Son sixième album studio sortit en 2001 du même nom que le single qui accompagna son arrivée ; Say No More. Giant Records ferma fin 2001. En 2002, Walker écrit et enregistra une chanson pour l'équipe Texans de Houston de la National Football League. Le titre nommé Football Time in Houston fut utilisé comme chant de combat par l'équipe pendant la saison d'inauguration. Bien que Walker ai quitté Warner Bros pour RCA Records en mai 2002, il sortit pour eux un album de Noël nommé Christmas in September la même année.
Le premier single sorti chez RCA, A Few Questions en avril 2003 annonça la sortie de l'album du même nom. En juillet 2005, il signa chez un nouveau producteur ; Asylum-Curb, une division de Curb Records. De ce contrat sortira l'album Fall, produit par Keith Stegall. Il faudra ensuite attendre juin 2009 pour l'annonce d'un nouvel album. She Won't Be Lonely Long est sorti le 8 juin 2010.

## Discographie

### Albums
- Clay Walker (1993)
- If I Could Make a Living (1994)
- Hypnotize the Moon (1995)
- Rumor Has It (1997)
- Greatest Hits (1998)
- Live, Laugh, Love (1999)
- Say No More (2001)
- Christmas (2002)
- A Few Questions (2003)
- Fall (2007)
- She Won't Be Lonely Long (2010)
- Long Live the Cowboy (2019)